# Odontocerum lusitanicum
Odontocerum lusitanicum is een schietmot uit de familie Odontoceridae. De soort komt voor in het Palearctisch gebied.